# Microdon lanceolatus
Microdon lanceolatus är en tvåvingeart som beskrevs av Adams 1903. Microdon lanceolatus ingår i släktet myrblomflugor, och familjen blomflugor. Inga underarter finns listade i Catalogue of Life.